# Micrandra
Micrandra es un género perteneciente a la familia de las euforbiáceas con veinte especies descritas y de estas solo 12 aceptadas.

## Taxonomía
El género fue descrito por George Bentham y publicado en Hooker's Journal of Botany and Kew Garden Miscellany 6: 371. 1854. La especie tipo es: Micrandra siphonioides

## Especies
| - Micrandra elata - Micrandra glabra - Micrandra gleasoniana - Micrandra inundata - Micrandra lopezii - Micrandra siphonioide - Micrandra spruceana - Lista completa de especies |